# Алексеевка (Ташлинский район)
Алексеевка — село в Ташлинском районе Оренбургской области, административный центр и единственный населённый пункт Алексеевского сельсовета.

## География
Располагается на расстоянии примерно 25 километров по прямой на восток-юго-восток от районного центра села Ташла.

## История
Точная дата появления села не установлена. Краевед С. М. Стрельников сообщает в своей книге, что оно возникло как казачье поселение в дореволюционный период. Согласно данным сельсовета, основано в 1595 году[уточнить] братьями Кондратием и Алексеем Бочкарёвыми. Ранее село называлось Кондратьевка, затем Алексеевка. В советское время работали колхозы: им. Молотова, им. Кирова, «Колос», в последние времена ООО «Алексеевское».

## Население
| 2010 | 2012  | 2013  | 2014 | 2015  | 2016 | 2017 |
| ---- | ----- | ----- | ---- | ----- | ---- | ---- |
| 1023 | ↘1017 | ↘1016 | ↘992 | ↗1003 | ↘997 | ↘991 |
| 2018 | 2019  | 2020  | 2021 |       |      |      |
| ↘964 | ↘951  | ↘930  | ↘919 |       |      |      |

Постоянное население составляло 1126 человек в 2002 году (русские 77 %), 1023 в 2010 году.